# Alebroides transversus
Alebroides transversus är en insektsart som beskrevs av Irena Dworakowska 1994. Alebroides transversus ingår i släktet Alebroides och familjen dvärgstritar. Inga underarter finns listade i Catalogue of Life.